# Petroleros de Poza Rica (béisbol)
Para el equipo de Minatitlán, véase Petroleros de Minatitlán.
Para el equipo de fútbol, véase Club Deportivo Poza Rica.
Los Petroleros de Poza Rica fue un equipo que participó en la Liga Mexicana de Béisbol con sede en Poza Rica,  Veracruz, México.

## Historia
Los Petroleros nacen en el año de 1958 cuando la franquicia de Rojos del Águila de Veracruz se traslada a la ciudad de Poza Rica. Los Petroleros participaron de manera consecutiva de 1958 a 1983 cuando se mudaron a la ciudad de Córdoba,  Veracruz. Los Petroleros consiguieron el único título de su historia en su segundo año de participación al terminar en primer lugar por encima de los Tecolotes de Nuevo Laredo. Las siguientes temporadas el equipo de Poza Rica se mantendría en media tabla y en los últimos lugares.
Sería hasta la campaña de 1973 cuando clasificaría a la postemporada por primera ocasión, en la primera ronda fueron vencidos por los Diablos Rojos del México 3 juegos a 1. En 1982 terminaron como líderes de su zona por lo que en postemporada se enfrentaron a los Tigres Capitalinos quienes les ganaron la serie 4 juegos a 1.

### Segunda Etapa
Tuvieron una participación corta de dos años en la década de los 90, cuando en 1996 la franquicia de Rojos del Águila de Veracruz se mudó a la ciudad de Poza Rica. En 1996 y 1997 clasificaron a playoffs pero serían barridos por los Tigres Capitalinos en la primera ronda. En 1998 se mudaron a la ciudad de Chetumal para convertirse en los Mayas de Chetumal.

### Tercera Etapa
En el año 2006 regresaron cuando la franquicia de los Langosteros de Cancún se mudó a la ciudad pero debido a problemas con el sindicato encargado del Estadio Heriberto Jara Corona, a mitad de la temporada se mudaron a Córdoba. El equipo jugó en el Estadio "Beisborama" de Córdoba, Veracruz bajo el nombre de Cafeteros de Córdoba.

## Estadio
El parque de los Petroleros era el Estadio Heriberto Jara Corona que se localiza en la parte norte de la ciudad de Poza Rica con capacidad para 10,000 espectadores.

## Jugadores

### Roster actual
Por definir.

### Jugadores destacados
- Ramón Arano.
- Román Ramos.[6][7]
- Matías Carillo.
- George "Bobby" Prescott.
- Diómedes Olivo.
- Aldo Salvent.
- George Brunet.

### Números retirados
Ninguno.

### Novatos del año
- 1959  Ramón Arano.[8]
- 1964  Elpidio Osuna.
- 1982  Matías Carillo.

### Campeones Individuales

#### Campeones Bateadores
| Año  | Nombre      | Porcentaje |
| ---- | ----------- | ---------- |
| 1965 | Emilio Sosa | .368       |

#### Campeones Productores
| Año  | Nombre                  | Producidas |
| ---- | ----------------------- | ---------- |
| 1964 | George "Bobby" Prescott | 123        |
| 1966 | George "Bobby" Prescott | 122        |
| 1968 | George "Bobby" Prescott | 84         |

#### Campeones Jonroneros
| Año  | Nombre                  | Jonrones |
| ---- | ----------------------- | -------- |
| 1959 | Aldo Salvent            | 29       |
| 1960 | Aldo Salvent            | 36       |
| 1965 | George "Bobby" Prescott | 39       |
| 1966 | George "Bobby" Prescott | 41       |

#### Campeones de Bases Robadas
| Año | Nombre  | Bases |
| --- | ------- | ----- |
| NA  | Ninguno | NA    |

#### Campeones de Juegos Ganados
| Año  | Nombre         | Récord |
| ---- | -------------- | ------ |
| 1959 | Diómedes Olivo | 21-8   |
| 1973 | Eduardo Bauta  | 23-5   |
| 1997 | Eleazar Mora   | 16-3   |

#### Campeones de Efectividad
| Año  | Nombre          | Porcentaje |
| ---- | --------------- | ---------- |
| 1959 | Roberto Vargas  | 2.55       |
| 1975 | Ricardo Sandate | 1.42       |
| 1996 | Sixto Báez      | 1.54       |

#### Campeones de Ponches
| Año  | Nombre         | Ponches |
| ---- | -------------- | ------- |
| 1959 | Diómedes Olivo | 233     |

#### Campeones de Juegos Salvados
| Año | Nombre  | Juegos |
| --- | ------- | ------ |
| NA  | Ninguno | NA     |